# Першотравнева сільська рада (Лиманський район)
Першотравне́ва сільська́ ра́да — колишня адміністративно-територіальна одиниця та орган місцевого самоврядування в Лиманському районі Одеської області. Адміністративний центр — село Першотравневе.

## Загальні відомості
- Територія ради: 121,761 км²
- Населення ради: 4 894 особи (станом на 2001 рік)

## Населені пункти
Сільській раді підпорядковані населені пункти:
- с. Першотравневе
- с. Зоря Труда
- с. Кінне
- с. Міщанка
- с. Нова Вільшанка
- с. Порт
- с. Степанівка

## Населення
Згідно з переписом УРСР 1989 року чисельність наявного населення села становила 5009 осіб, з яких 2334 чоловіки та 2675 жінок.
За переписом населення України 2001 року в селі мешкало 4890 осіб.

### Мова
Розподіл населення за рідною мовою за даними перепису 2001 року:
| Мова       | Відсоток |
| ---------- | -------- |
| українська | 88,93 %  |
| російська  | 9,91 %   |
| молдовська | 0,37 %   |
| вірменська | 0,18 %   |
| білоруська | 0,16 %   |
| болгарська | 0,14 %   |
| румунська  | 0,12 %   |
| гагаузька  | 0,04 %   |
| грецька    | 0,02 %   |

## Склад ради
Рада складається з 24 депутатів та голови.
- Голова ради: Стоілакі Валерій Володимирович
- Секретар ради: Воробйова Тетяна Миколаївна

### Керівний склад попередніх скликань
| Прізвище, ім'я, по батькові    | Основні відомості                                                                     | Дата обрання          | Дата звільнення       |
| ------------------------------ | ------------------------------------------------------------------------------------- | --------------------- | --------------------- |
| Кочнєв Олексій Федорович       | Сільський голова, 1949 року народження, член Всеукраїнського об'єднання «Батьківщина» | 26.03.2006            | 31.10.2010            |
| Стоілакі Валерій Володимирович | Сільський голова, 1951 року народження, освіта вища, член Партії регіонів             | 31.10.2010 25.10.2015 | 25.10.2015 30.06.2019 |

Примітка: таблиця складена за даними сайту Верховної Ради України

### Депутати
За результатами місцевих виборів 2010 року депутатами ради стали:

#### За суб'єктами висування
| Суб'єкт висування | Кількість обраних депутатів | %    |
| ----------------- | --------------------------- | ---- |
| Партія регіонів   | 17                          | 70,8 |
| Самовисування     | 6                           | 25   |
| Народна партія    | 1                           | 4,2  |

#### За округами
| № округу        | Прізвище, ім'я, по батькові      | Дата визнання обраним | Освіта             | Партійна приналежність | Відомості про обраного депутата                                    |
| --------------- | -------------------------------- | --------------------- | ------------------ | ---------------------- | ------------------------------------------------------------------ |
| Народна Партія  |                                  |                       |                    |                        |                                                                    |
| 23              | Постнікова Людмила Яківна        | 05.11.2010            | вища               | член Народної партії   | ТОВ «Нововільшанка», головний бухгалтер                            |
| Партія регіонів |                                  |                       |                    |                        |                                                                    |
| 1               | Геркула Наталія Геннадіївна      | 05.11.2010            | середня            | член Партії регіонів   | Одеська обласна клінічна лікарня, медична сестра                   |
| 3               | Герасимова Тетяна Кузьмівна      | 05.11.2010            | середня            | член Партії регіонів   | Одеські електромережі, прибиральниця                               |
| 4               | Ільєва Людмила Іванівна          | 05.11.2010            | середня            | член Партії регіонів   | тимчасово не працює                                                |
| 5               | Бондарчук Олександра Семенівна   | 05.11.2010            | вища               | член Партії регіонів   | пенсіонер                                                          |
| 7               | Горбачук Володимир Олександрович | 05.11.2010            | середня            | член Партії регіонів   | СТОВ «Комінтернівська птахофабрика», головний інженер              |
| 8               | Козак Тетяна Василівна           | 05.11.2010            | вища               | член Партії регіонів   | Першотравнева загальноосвітня школа І-ІІІ ст., заступник директора |
| 9               | Гайда Наталія Василівна          | 05.11.2010            | вища               | член Партії регіонів   | тимчасово не працює                                                |
| 10              | Стенянський Дмитро Ігорович      | 05.11.2010            | вища               | член Партії регіонів   | СП «ВЕККА», слюсар                                                 |
| 11              | Дерев'янко Віктор Васильович     | 05.11.2010            | середня            | член Партії регіонів   | фермерське господарство « Віктор», голова                          |
| 12              | Драгунова Євгенія Михайлівна     | 05.11.2010            | середня            | член Партії регіонів   | Першотравнева сільська лікарняна амбулаторія, акушерка             |
| 13              | Козик Анатолій Аніфанович        | 05.11.2010            | вища               | член Партії регіонів   | фермерське господарство «Квант», голова                            |
| 14              | Церр Володимир Вікторович        | 05.11.2010            | середня            | член Партії регіонів   | «Аджалицька» підстанція, охоронник                                 |
| 18              | Хараїм Сергій Олександрович      | 05.11.2010            | середня            | член Партії регіонів   | МТП «Южний», водій                                                 |
| 20              | Сизухіна Галина Іванівна         | 28.04.2013            | середня спеціальна | член Партії регіонів   | тимчасово не працює                                                |
| 21              | Федіна Тетяна Іванівна           | 05.11.2010            | середня            | член Партії регіонів   | СТОВ «Комінтернівська птахофабрика», пташниця                      |
| 22              | Бучковський Євгеній Романович    | 05.11.2010            | середня            | член Партії регіонів   | ТОВ «Північтранс», автослюсар                                      |
| 24              | Сіренко Василь Дмитрович         | 05.11.2010            | середня            | член Партії регіонів   | УГЛ «Укрхімтрансаміак»", обхідник ліній                            |
| Самовисування   |                                  |                       |                    |                        |                                                                    |
| 2               | Жердецька Марина Олександрівна   | 05.11.2010            | вища               | позапартійна           | приватний підприємець                                              |
| 6               | Магурян Віктор Андрійович        | 05.11.2010            | середня            | позапартійний          | СП «ВЕККА», робочий                                                |
| 15              | Воробйова Тетяна Миколаївна      | 05.11.2010            | вища               | позапартійна           | Першотравнева сільська рада, заступник голови                      |
| 16              | Чебар Олександр Миколйович       | 05.11.2010            | середня            | позапартійний          | приватний підприємець                                              |
| 17              | Строгуш Олександр Семенович      | 05.11.2010            | середня            | позапартійний          | Першотравневий навчально-виховний комплекс, водій                  |
| 19              | Лозан Микола Володимирович       | 05.11.2010            | середня            | позапартійний          | СТОВ «Комінтернівська птахофабрика», електромонтер                 |